# Mott (Dakota del Nord)
Mott è un centro abitato (city) degli Stati Uniti d'America, capoluogo della Contea di Hettinger, nello Stato del Dakota del Nord. Nel censimento del 2000 la popolazione era di 808 abitanti. La città è stata fondata nel 1904.

## Geografia fisica
Secondo i rilevamenti dell'United States Census Bureau, la località di Mott si estende su una superficie di 2,30 km², tutti occupati da terre.

## Popolazione
Secondo il censimento del 2000, a Mott vivevano 808 persone, ed erano presenti 205 gruppi familiari. La densità di popolazione era di 346 ab./km². Nel territorio comunale si trovavano 441 unità edificate. Per quanto riguarda la composizione etnica degli abitanti, il 99,50% era bianco, lo 0,12% era nativo, lo 0,25% proveniva dall'Oceano Pacifico e lo 0,12% apparteneva a due o più razze.
Per quanto riguarda la suddivisione della popolazione in fasce d'età, il 20,8% era al di sotto dei 18, il 3,0% fra i 18 e i 24, il 18,1% fra i 25 e i 44, il 23,9% fra i 45 e i 64, mentre infine il 34,3% era al di sopra dei 65 anni di età. L'età media della popolazione era di 51 anni. Per ogni 100 donne residenti vivevano 87,0 maschi.